# Juan Gomez
Pour les articles homonymes, voir Juan Gómez et Gómez.
Juan Gomez est un animateur et producteur de Radio France internationale (RFI) né en 1970 dans le 12e arrondissement de Paris. Il produit et anime l'émission quotidienne (du lundi au vendredi) Appel sur l'actualité.

## Biographie

### Formation et débuts
Né dans le 12e arrondissement de Paris de parents castillans, Juan Gomez grandit avec les sonorités de la radio espagnole puis des radios libres. Il rêve dès l'enfance d'en faire son métier. Il fait ses débuts à la radio à 19 ans comme standardiste pour l'émission Le téléphone sonne de France Inter en 1990 et est repéré par le producteur de l'émission. Il devient ensuite pigiste pour France Inter,. 

### Parcours journalistique
En 1992, à l'occasion de l'Exposition Universelle de Séville et des jeux olympiques de Barcelone, Juan Gomez fait valoir son bilinguisme français-espagnol et commence à travailler pour RFI. Il est régulièrement sollicité pour coanimer l'émission Génération 90, après que celle-ci ait diffusé un de ses reportages. Lorsque le présentateur principal de ladite émission, Franck Mathiau, devient directeur de l'antenne de RFI, il le remplace. Il a alors 23 ans. Il anime ensuite Visiteur de la nuit, un programme sur l'Europe. En 1996, RFI, souhaitant une émission interactive dans laquelle les auditeurs pourraient poser des questions aux journalistes de la radio, lance Appels sur l'actualité, que Juan Gomez est chargé de présenter. Le succès est immédiat et l'émission, une des seules structures de débat ouverte à toute la francophonie, devient emblématique de la station ; elle fait de Juan Gomez un des journalistes les plus appréciés du public de RFI, notamment en Afrique où le journal Libération le dit considéré comme une "superstar". 